# Lina Gren-Nilsson
Lina (egentligen Carolina) Gren-Nilsson, född 29 december 1860 i Genarps socken, död 9 november 1946 i Malmö, var en svensk skollärare och författare. I sina böcker skildrade hon livet på 1800-talet bland torpare i Häckebergatrakten.

## Biografi
Carolina Gren föddes 1860 i soldattorpet Hällenöra på Häckeberga gods. Hon var dotter till korpralen Jöns Gren och dennes hustru Kjersti Johanssdotter Flink. Trots enkla uppväxtförhållanden kunde hon tack vare föräldrarnas uppoffringar, hjälp från grannar och egna ansträngningar utbilda sig till folkskollärare med examen 1885. Även hennes bror Per Gren gjorde en klassresa; han blev läkare i Lund.
Efter examen anställdes Carolina Gren 1885 som folkskollärarinna vid Monbijouskolan i Malmö och hade därefter tjänster på Östra förstadsskolan och Kirsebergsskolan i Malmö. Hon gifte sig 1910 med folkskolläraren Nils Nilsson. Vid sidan av arbetet som lärare engagerade hon sig ideellt inom föreningslivet, bl.a Fredrika Bremerförbundet, Malmö Vita bandsförening och Föreningen för kvinnans politiska rösträtt. Hon var med om att bilda Sveriges folkskollärarinneförbund och var aktiv inom Svenska kyrkans ungdomsverksamhet.

## Författarskap
Lina Gren-Nilsson skrev dikter och folklivsskildringar som publicerades i dagspressen och i jultidningar. 1931 gav hon ut boken Minen och bilder. Hon hade där samlat tillfällighetsdikter ägnade händelser i Malmö, och berättelser och dikter med minnen från barndomen. De följande böckerna – Från vardagsstigar (1933), I soldattorpet (1934) och Från färdevägen (1942) – har också motiv från barndomen i Häckebergatrakten. De handlar om torpare, om den kloka gumman Malena, om folktro och om midsommarfirande. Böckerna ger på så sätt en bild av livet på och kring godset under 1800-talet. Texterna, poesi och prosa, är författade ömsom på rikssvenska, ömsom på dialekt.
”Versen är Lina Gren-Nilssons naturliga uttrycksmedel. Särskilt dikterna på bygdemål – Bara-dialekten – hör till det bästa i genren, så ock kulturskildringar från en gången tid.”
”… minnesbilder från en fattig men trygg barndom i Häckeberga och ett långt liv som lärarinna i Malmö.”
”Hennes skildring av godset och torparlivet saknar liknande skildringars bitterhet, hat och svartmålning.”